# Le Noël de monsieur le curé
Le Noël de monsieur le curé est un film de Noël français réalisé par Alice Guy en 1906,.

## Synopsis
C’est bientôt Noël et les finances sont au plus bas. Monsieur le curé rend visite à ses paroissiens guère plus fortunés que lui pour leur demander une participation même symbolique à son projet : une modeste crèche pour l’église. Les braves gens n’ont que des œufs à offrir.

Plus tard, chez le marchand, M. le curé essaie d’acquérir un santon représentant l’Enfant Jésus mais même en prenant un petit modèle, c’est encore trop cher. Malgré l’arrivée bienvenue de la bonne qui porte une volaille et un panier d’œufs en complément de l’argent qui fait défaut, le marchand reste inflexible.

Le soir de Noël, les fidèles se rassemblent, M. le curé est désolé de leur présenter un berceau vide. C’est alors qu’a lieu un miracle : deux anges apparaissent de part et d’autre de la statue de la Madone qui s’anime pour leur confier l’Enfant ; les anges le remettent aussitôt entre les mains du prêtre.

La paroisse aura sa crèche ! Les fidèles et M. le curé s’agenouillent pour prier.

## Analyse
L’apparition des anges donne l’occasion de réaliser un trucage à base de fondu enchaîné. 

## Fiche technique
- Titre : Le Noël de monsieur le curé
- Réalisation : Alice Guy
- Société de production : Société L. Gaumont et compagnie
- Pays d'origine :  France
- Genre :  Film religieux
- Durée : 6 minutes
- Date de sortie : 1906
- Licence : Domaine public

## Autour du film
Le film est entièrement tourné en studio.